# Phlogophora discalis
Phlogophora discalis är en fjärilsart som beskrevs av W. Warren 1912. Phlogophora discalis ingår i släktet Phlogophora och familjen nattflyn. Inga underarter finns listade i Catalogue of Life.